# Африканска змиешийка
Африканска змиешийка (Anhinga rufa) е вид птица от семейство Змиешийкови (Anhingidae). Видът е незастрашен от изчезване.

## Разпространение
Разпространен е в Ангола, Бенин, Ботсвана, Буркина Фасо, Бурунди, Камерун, Централноафриканска република, Чад, Демократична република Конго, Република Конго, Кот д'Ивоар, Екваториална Гвинея, Еритрея, Етиопия, Габон, Гамбия, Гана, Гвинея, Гвинея-Бисау, Иран, Ирак, Кения Лесото, Либерия, Мадагаскар, Малави, Мали, Мавритания, Мозамбик, Намибия, Нигер, Нигерия, Руанда, Сенегал, Сиера Леоне, Сомалия, Южна Африка, Южен Судан, Свазиленд, Танзания, Уганда, Замбия и Зимбабве.